# Russische Geographische Gesellschaft

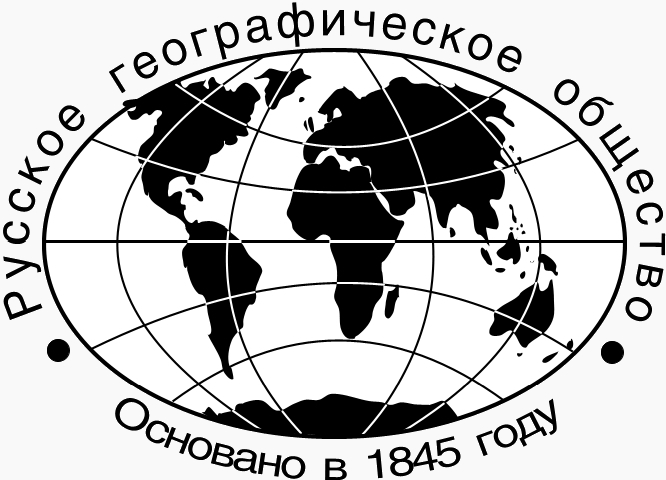
Logo der Russischen Geographischen Gesellschaft

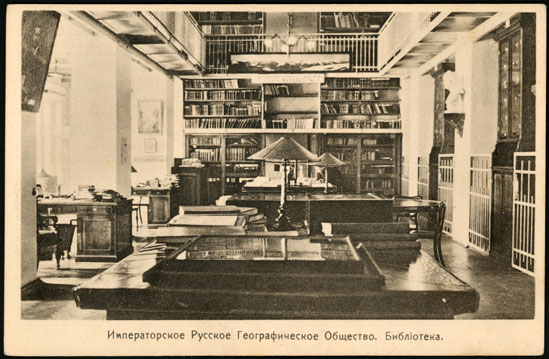
Bibliothek der Russischen Geographischen Gesellschaft, 1916

Die Russische Geographische Gesellschaft (Русское географическое общество) ist eine am 6. August 1845 in St. Petersburg gegründete Gelehrtengesellschaft.

## Name
Bis zur russischen Revolution 1917 war sie als Kaiserliche Russische Geographische Gesellschaft bekannt. 1926 wurde der Name in Staatliche Geographische Gesellschaft, 1938 in Geographische Gesellschaft der UdSSR umbenannt. Nach der Auflösung der Sowjetunion nahm man wieder den ursprünglichen Namen an, der Hauptsitz befindet sich in St. Petersburg.
| Zeitspanne | Dt. Übersetzung des Namens | Russischer Name                                                                      |
| ---------- | -------------------------- | ------------------------------------------------------------------------------------ |
| 1845–1850  | Russ. Geogr. Ges.          | Русское Географическое Общество (РГО)                                                |
| 1850–1917  | Kaiserl. Russ. Geogr. Ges. | Императорское Русское Географическое Общество (ИРГО)                                 |
| 1917–1925  | Russ. Geogr.               | Русское Географическое Общество (РГО)                                                |
| 1925–1939  | Staatl. Geogr. Ges.        | Государственное географическое общество (ГГО)                                        |
| 1940–1992  | Geogr. Ges. der UdSSR      | Географическое общество СССР или Всесоюзное географическое общество (ВГО)            |
| 1992–1995  | Russ. Geogr. Ges.          | Русское географическое общество (РГО)                                                |
| 1995–…     |                            | Всероссийская общественная организация «Русское географическое общество» (ВОО «РГО») |

## Geschichte
Zu den Gründungsmitgliedern zählten unter anderem Friedrich Benjamin von Lütke, Ferdinand von Wrangel, Wladimir Iwanowitsch Dal, Wladimir Fjodorowitsch Odojewski, Friedrich Georg Wilhelm Struve und Karl Ernst von Baer. Erster Präsident von 1845 bis 1892 war Großfürst Konstantin Nikolajewitsch von Russland, der Sohn von Zar Nikolaus I., doch tatsächlich geführt wurde die Gesellschaft von den jeweiligen Vizepräsidenten Friedrich Benjamin von Lütke (1845–1850 und 1855–1857), Graf Michail Nikolajewitsch Murawjow-Wilenski (1850–1855), Pjotr Petrowitsch Semjonow-Tjan-Schanski (1873–1914) und Juli Michailowitsch Schokalski (1914–1931).
Die Gesellschaft war in vier Abteilungen, namentlich die physische Geographie, die mathematische Geographie, die Ethnographie und die Statistik unterteilt. Unter anderem organisierte und finanzierte die Gesellschaft die Expeditionen und Forschungen von Pjotr Alexejewitsch Kropotkin, Nikolai Michailowitsch Prschewalski, Nicolai Miklouho-Maclay, Pjotr Kusmitsch Koslow, Wladimir Afanassjewitsch Obrutschew und Lew Semjonowitsch Berg. Durch finanzielle Unterstützung der Gesellschaft konnten die ersten Polarstationen in Russland aufgebaut werden. Außerdem erforschte man russische und ukrainische Folklore. Von 1847 bis 1850 trieb die Gesellschaft die systematische Erforschung des nördlichen Urals und später ganz Sibiriens und der Mongolei voran.

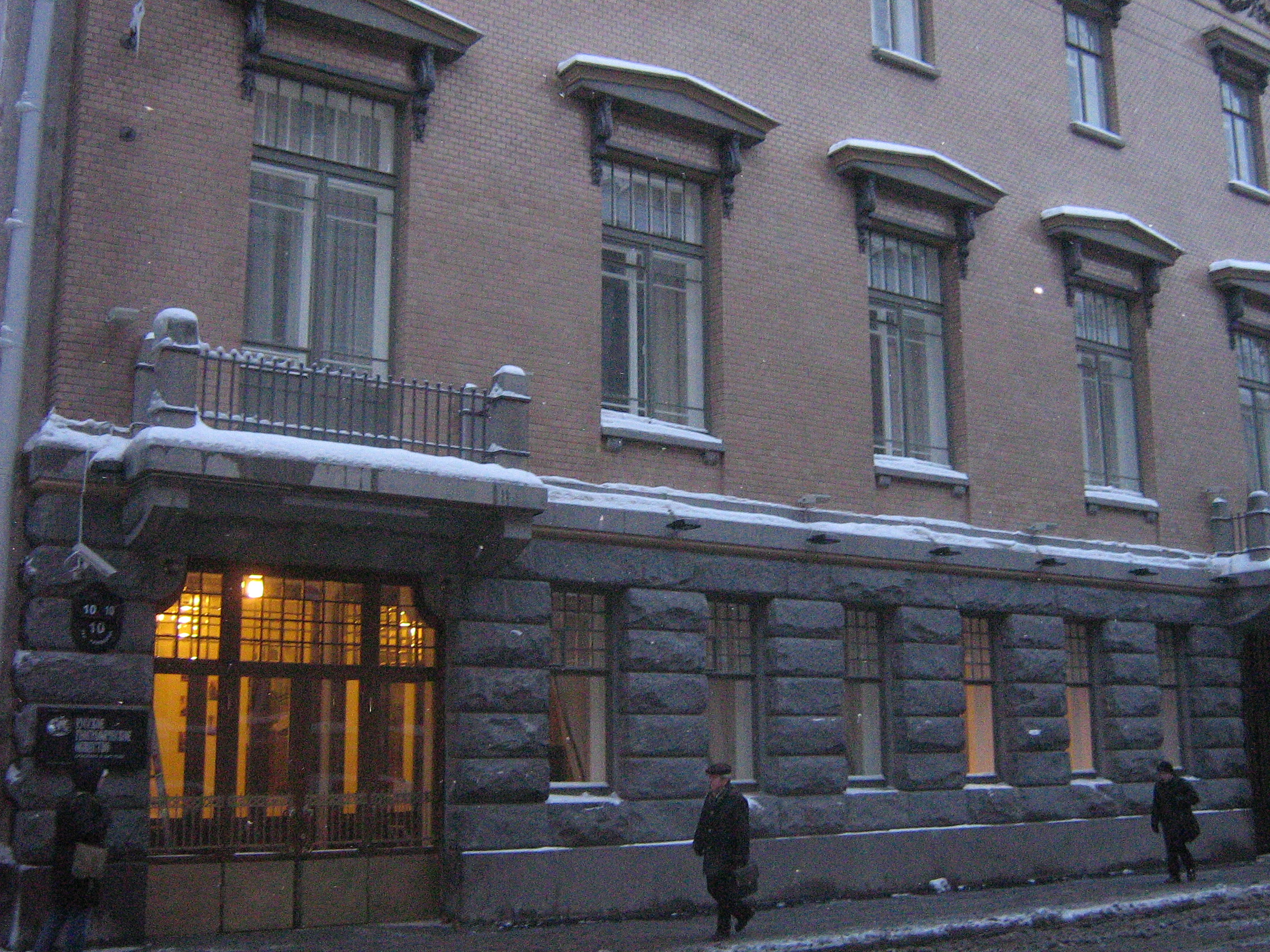
Sitz der Russischen Geographischen Gesellschaft in St. Petersburg

Während der Zeit der Sowjetunion wurde die Gesellschaft von Juli Michailowitsch Schokalski (1914–1931), Nikolai Iwanowitsch Wawilow (1931–1940), Lew Semjonowitsch Berg (1940–1950), Jewgeni Pawlowski (1952–1954), Stanislaw Kaleschnik (1964–1977) und Alexei Fjodorowitsch Trjoschnikow (1977–1991) geleitet. Die Gesellschaft vergibt vier verschiedenen Ehrenmedaillen, welche nach Lütke, Semjonow, Prschewalski und Deschnjow benannt sind. Bis 1970 hatte die Gesellschaft mehr als 2.000 Bände geographischer Literatur herausgegeben, darunter die jährlich erscheinenden Ausgaben Zapiski (seit 1846) und Izvestiya (seit 1865).